# Bathypolypus rubrostictus
Bathypolypus rubrostictus is een inktvissensoort uit de familie van de Bathypolypodidae. De wetenschappelijke naam van de soort werd voor het eerst geldig gepubliceerd in 2008 door Kaneko & Kubodera.